# دریاچه سریز
دریاچهٔ سریز (به تاجیکی: Сарез) دریاچه‌ای در ناحیهٔ روشان ولایت مختار کوهستان بدخشان در تاجیکستان است که در ۱۸ فوریهٔ ۱۹۱۱ میلادی پس از زمین‌لرزهٔ تاجیکستان پیدایش یافت.
در پی این زمین‌لرزه دِههٔ «اُسای» زیر کوه‌پاره‌ها ماند و دِههٔ «سریز» زیر آبی رفت که در پشت کوه‌پاره‌های یادشده جمع شده بود. بلندای این دریاچهٔ طبیعی از تراز دریا ۳٬۳۰۰ متر می‌باشد.
درازای این سد طبیعی ۶۲ کیلومتر، پهنایش ۳٫۳ کیلومتر و ژرفایش تا ۵۰۰ متر است. حجم آب آن ۱۷ میلیارد متر مکعب بوده و وزنش به حساب میانه به ۱۹ میلیون تن برابر می‌شود.
به غیر از رود مرغاب در این سد طبیعی ۱۷ رود خُرد و ۱۶ رود کلان موسمی می‌ریزند. آب اضافی اساساً از روی سد به پایین جاری می‌شود.
این سد طبیعی ساعت ۱۱:۱۵ شب ۱۸ فوریهٔ سال ۱۹۱۱ بر اثر یک زمین‌لرزهٔ سخت و افتادن کوه‌پاره بر سر راه رود مرغاب پدید آمده است. در پی این زمین‌لرزه دِههٔ اُسای در بدخشان تاجیکستان زیر خاک و سنگ مانده، از تمام باشندگانش تنها یک پیرمرد و دو پسربچه زنده ماندند و ۵۷ نفر در زیر کوه‌پاره جان خود را از دست دادند. تمام حیوانات خانگی آن‌ها نیز تلف شد. جمع‌الجمع بر اثر این زمین‌لرزه ۱۰۵ تن جان خود را از دست دادند.
شدت دقیق این زمین‌لرزه تا به حال مشخص نشده‌است. ولی دانشمندان می‌گویند رصدخانهٔ پُل‌کاوا واقع در نزدیکی شهر سن پترزبورگ این زمین‌لرزه را احساس کرده‌است.
در نتیجهٔ بسته‌شدن مجرای رودخانهٔ مرغاب خطر زیر آب ماندن به روستای سریز و باز به ۳ دِهِ دیگر تهدید کرد. باشندگان سریز دِهه و خانه‌ها و درخت و باغ‌زارهایشان را رها کرده توسط منطقهٔ مرغاب به قلمرو ناحیهٔ شُغنان به دِههٔ سرحد بَدجار کوچیدند.
از این فاجعه مردم دهات پایان‌آب (پایین‌دست) رود مرغاب ، تنها پس ۴۵ روز خبر یافتند. والی روشان دربارهٔ این رویداد به قلعهٔ نظامی روسیه که در دِههٔ فاروغ واقع بود آگاهی داد. روس‌ها که آن زمان پامیر تحت تسلط‌شان قرار داشت تنها از ماه اکتبر سال ۱۹۱۳ به تحقیق سد طبیعی نو پرداختند.
پال‌کاونیک گریگوری شپیلکا، سردار گروه نظامی روس‌ها در پامیر که در عین زمان به جغرافیاشناسی نیز مشغول بود در تاریخ نخستین محقق این سد طبیعی محسوب می‌شود. با عنوان «سریز» نیز بار نخست این سد طبیعی را شلپیکا نام برده‌است.
به گفتهٔ بیشتر دانشمندان جغرافیاشناس و اقلیم‌شناس اتحاد شوروی پیشین و ممالک مشترک‌المنافع به وضع جغرافی و اقلیم نه تنها پامیر بلکه تمام آسیای مرکزی تأثیر بنیادی گذاشت. هم‌اکنون سریز با نظرداشت خطر احتمالی آن در گفته‌ها و نوشته‌ها اکثراً با عنوان «اژدهای خفته» یاد می‌شود. زیرا دانشمندان می‌گویند در صورت رخنهٔ سد سریز که در منطقهٔ زلزله‌خیز واقع است در طول ۱۲ ساعت یک قسم از خاک تاجیکستان ، افغانستان و ترکمنستان زیر آب خواهد ماند. و احتمال کشته شدن حدود ۵ میلیون آدم از جملهٔ ساکنان این کشورها وجود دارد.
خطر احتمالی رخنهٔ سد سریز را عالمان طبیعت‌شناس به ۳ عامل مربوط می‌دانند: وقوع زمین‌لرزه ، افزایش سطح آب و ریختن کوه‌پاره‌های اطراف.

## بن‌مایه
- همکاری‌کنندگان ویکی‌پدیا، «сарез»، ویکی‌پدیای تاجیکی، دانشنامهٔ آزاد (بازیابی ۴ بهمن ۱۳۹۲).

1. ↑  Robert Middleton and Huw Thomas, Tajikistan and the High Pamirs, Odyssey, 2008, ISBN 962-217-773-5, ISBN 978-962-217-773-4
2. ↑  «حل و فصل مسائل ایمنی دریاچۀ سارز توسط کارشناسان بین‌المللی». آسیای میانه آن‌لاین.